# ステロイド合衆国
『ステロイド合衆国 〜スポーツ大国の副作用〜』（ステロイドがっしゅうこく スポーツたいこくのふくさよう、Bigger, Stronger, Faster*）は、ステロイド剤とアメリカ合衆国の社会を扱った、2008年のドキュメンタリー映画。